# モズク
モズク（モヅク、学名: Nemacystus decipiens）はシオミドロ目ナガマツモ科に属する褐藻の1種である。柔らかく細長い胞子体と微小な匍匐糸状体である配偶体の間で異型世代交代を行う。日本では本州中・南部から沖縄に分布し、ふつうヤツマタモクなどのホンダワラ類（褐藻綱）に着生している（名の由来の一つ、下記参照）。イトモズクやホソモズク、ハナモズク、ホンモズクとよばれることもある。
モズクの胞子体は食用とされ、養殖もされているが、「もずく、モズク」の名で流通している海藻の多くは別属のオキナワモズクである。日本では、他にイシモズクやフトモズク、キシュウモズクなども食用とされる。

## 名称
標準和名はモズク、またはモヅクと表記される。モズクの漢字表記は水雲や海雲、海蘊であり、毛都久、毛豆久、母豆久などと書かれることもある。語源は諸説あるが、最もよく説明されるのはホンダワラ類に着生することに基づく「藻付く（藻着く）」である。ほかにも「藻屑」の倒置、「藻次芽（モニツヅメ）」、「藻束（モツカネ）」、「藻雲（モ-ツ-ク）」などの説が挙げられる。1930年代までは「モヅク」の表記が一般的であったが、戦後は1946年に公布された「現代かなづかい」による影響で「モズク」の表記が大勢を得た。2008年現在では、水産業では専ら「モズク」が用いられ、藻類学者の中では「モズク」が三分の二程度を占め優勢であるが、語源的見地から「モヅク」を用いるべきとする意見もある。
別名として、モゾク、モゾコ、スノリ、ハナモズク、イトモズク、ホソモズク、ホンモズクなどがある。
日本国内で「モズク」や「もずく」として流通している海藻のほとんどは、標準和名でモズクとよばれる種（本記事で扱っているモズク）ではなく、オキナワモズクである。沖縄の漁業者は、オキナワモズクを「モズク」または「本モズク」、「太モズク」とよび、標準和名でモズクとしている種は「糸モズク」、「細モズク」とよばれている（オキナワモズクにくらべて細いため）。

## 特徴
大型で複相（染色体を2セットもつ）の胞子体と小さな単相（染色体を1セットもつ）の配偶体の間で異型世代交代を行う。
胞子体は大型であり、小さな盤状付着器から伸びている細長い円柱状の体は粘質に富み柔らかく、不規則に多数分枝し、直径約1ミリメートル、長さはふつう20–30センチメートルだがまれに1メートルに達する（右上図1）。色は淡褐色から褐色、古くなると黒くなる。藻体の中軸には1列の中軸細胞糸があり、髄細胞で取り囲まれ、さらに外側には同化糸からなる皮層がある（右上図2）。中軸細胞糸は古い藻体では崩壊し、藻体は中空になる。髄細胞は直径50–100マイクロメートル、長さ 100–1000マイクロメートル、偽柔組織を形成する。同化糸は無分枝またはわずかに分枝、やや湾曲、9–21細胞からなり、長さ120–200マイクロメートル、褐藻毛の長さは最大で400マイクロメートル。
胞子体の発生初期には同化糸から分枝した単列の中性複子嚢が形成され（右上図5）、2本鞭毛性の遊走子を放出する。遊走子は着生し、再び胞子体へと発生する無性生殖を行う。また胞子体の発生後期に同化糸基部に形成される単子嚢は楕円形から卵形、長さ約80マイクロメートル、幅40–50マイクロメートル（右上図4）、遊走子を放出する。この遊走子は、着生して微小な匍匐糸状体である配偶体になる。配偶体は単列細胞列からなる複子嚢を形成し、配偶子を放出、これが接合して接合子となり、配偶体に似た匍匐糸状体を経て、大型の胞子体を形成する。未接合の配偶子は、再び配偶体になる無性生殖を行う。

## 分布・生態
モーリシャス、中東、南アジア、東アジア、ベトナム、オーストラリア、ハワイから報告されている。日本では本州（太平洋側では千葉県以南、日本海側では秋田県以南）、四国、九州、沖縄に分布する。
日本ではふつう大型の褐藻であるホンダワラ類のヤツマタモク（ときにマメタワラ、エンドウモク）の体表上に特異的に着生している。ただし人工的にはさまざまな基質上で発生させることが可能であり、また南西諸島では死サンゴ上や他海藻上などに着生している。
大型の胞子体は春から初夏に見られる。

## 人間との関わり

### 食用

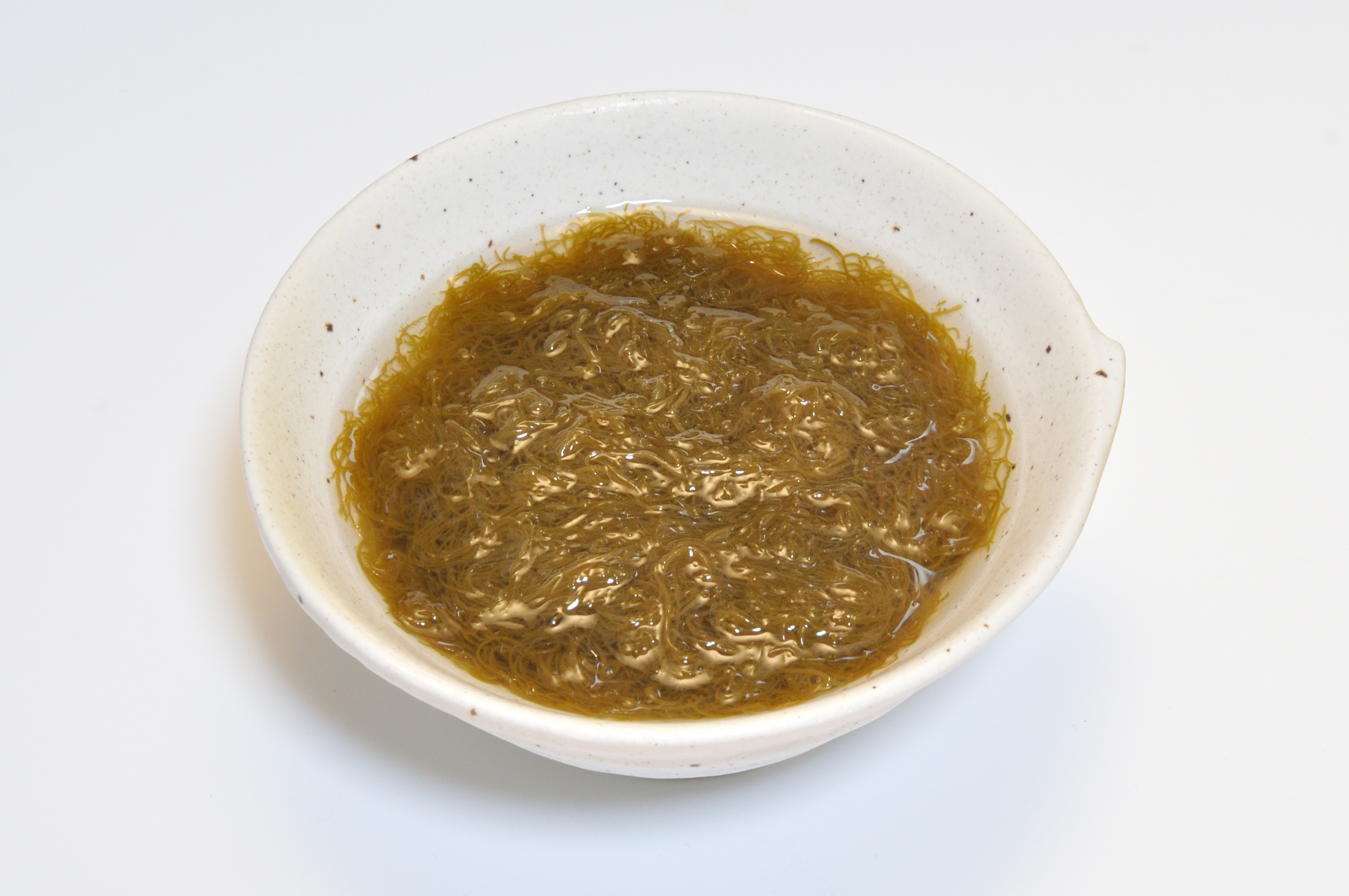
新潟県産のモズク

モズクの産地では古くから、採取したものを生のままで、または塩蔵して利用していた。最も一般的には「もずく酢」（三杯酢、二杯酢、土佐酢など）とされるが、他にも吸い物、味噌汁、塩辛、雑煮、天ぷらなどにも用いられる。またオキナワモズクなど他のモズク類と同様、低カロリー（右表）で食物繊維であるアルギン酸やさまざまな生理活性作用（抗血栓作用、抗炎症作用、抗腫瘍作用、免疫調整作用など）を示すフコイダンを豊富に含むことから、注目されている。
1970年代からオキナワモズクの養殖が開始され、「モズク」が一般的な食材となったが、これは上記のモズク（標準和名としてモズクとよばれる種）ではなく、オキナワモズクである。モズクはオキナワモズクにくらべて食感が繊細で喉ごしが良いともされ、流通量が少なかったため高価な食材であった。しかし沖縄でモズクも大規模に養殖されるようになり、一般的な食材となった。ただし、それでもオキナワモズクよりも生産量ははるかに少ない（次項参照）。

### 養殖
モズクの養殖は、長崎県で1970年代に試験養殖が始まった。その後、1993年に沖縄で胞子体の同化糸を高塩分、低照度で培養したものを種苗として利用する方法が開発され、沖縄県で本格的に養殖されるようになった。またその後、糸状体のフリー培養による種苗保存も開発され、利用されている。
2019年現在では、日本のモズク類生産量（16,470トン）の90%以上を沖縄県での生産が占め、そのうちオキナワモズクが約15,000トン、モズクが約500トンである（下表）。
| 年   | 全国（モズク類） | 沖縄県（オキナワモズク） | 沖縄県（モズク） |
| ---- | ---------------- | ------------------------ | ---------------- |
| 2017 | 19,392           | 17,392                   | 680              |
| 2018 | 22,036           | 20,313                   | 718              |
| 2019 | 16,470           | 15,228                   | 517              |
| 2020 | –                | 22,357                   | 550              |
| 2021 | –                | 18,541                   | 737              |

養殖されているオキナワモズクの収穫の最盛期は4月から6月であり、"モズク類"の普及のため、4月の第3日曜日を「もずくの日」としている。

## 他のモズク類
上記のように「もずく」として食用に流通している海藻の多くはオキナワモズクであり、またはるかに少ないがモズクも養殖・食用とされている。その他にも、下記のようないくつかの近縁種（すべて褐藻綱シオミドロ目ナガマツモ科）が「もずく」として食用に利用されている。
- イシモズク（Sphaerotrichia firma (E.S.Gepp) A.D.Zinova, 1958）[22][23]
藻体（胞子体）は直径0.5–2ミリメートル、長さは5–30センチメートル、明瞭な主軸をもち、互生的または不規則に分枝し、薄褐色[13][24][25]。若い藻体は粘液質に富んで柔らかいが、老成したものは粘液質が少なくなりやや硬くなる[13]。中実だが、老成すると中空になる[13][24]。同化糸は6細胞ほどからなり、先端が球形に肥大している[13][24][25]。同化糸の基部に単子嚢をつけるが、中性複子嚢は知られていない[13][26]。配偶体は微細な匍匐糸状体であり、単列の複子嚢（配偶子嚢）を形成、配偶子を放出する[13][26]。配偶子は接合して胞子体になるが、未接合の配偶子は再び配偶体になる無性生殖を行う[13][26]。東アジアに分布し、日本では北海道から若狭湾にかけて見られる[23][13][26]。また、日本から地中海に侵入している[26]。低潮線下1–10メートルの転石や岩上に生育する[13]。形態的に類似するが主軸が不明瞭で他の海藻上に着生するものは分子系統学的研究から別種であることが示され、2020年現在ではクサモズク（Sphaerotrichia divaricata）として分けられている[13][25]。
食感がやや硬く、秋田県などではこの食感が好まれる[13][26]。酢の物、味噌汁、天ぷら、佃煮として利用される[13]。秋田県北浦地区では天然イシモズク漁が盛んであるが、持続的収穫のため7–9月、1日30分のみ収穫されている[13]（2012年現在）。養殖研究も進められている[13]。秋田県北浦地区では「クロモ」ともよばれるが、標準和名としてクロモとよばれる種は別にある[13]（下記参照）。
- フトモズク（Tinocladia crassa (Suringar) Kylin, 1940）[22][27]
藻体（胞子体）は直径1–3ミリメートル、長さは10–30センチメートル、不規則に分枝するが分枝は比較的粗であり、褐色から黄褐色、粘液質に富み柔らかい[13][28][29]。中軸は多数の細胞糸からなる髄であり、細い仮根状細胞が混ざる[13][29]。髄層の外側には規則的に叉状分枝する細胞糸からなる皮下層があり、その外側の同化糸は無分枝またはわずかに分枝し、最大16細胞、先端は湾曲する[13][29]。胞子体の発生初期には同化糸から分枝した単列の中性複子嚢が形成され、遊走子を放出、遊走子は着生し、再び胞子体へと発生する無性生殖を行う[13][28]。また胞子体の発生後期に単子嚢をつけるが、そこから放出された遊走子が配偶体になる株と、再び胞子体になる株がある[13][28]。配偶体は微細な匍匐糸状体であり、単列の複子嚢を形成、配偶子を放出する[13][28]。配偶子は接合して胞子体になるが、未接合の配偶子は再び配偶体になる無性生殖を行う[13][28]。東アジア、北米太平洋岸、中東から報告されており[27]、日本では本州（太平洋側では岩手県以南、日本海側では島根県以南）から奄美大島にかけて分布する[28]。水深1–2メートルの転岩や小石上に生育する[13]。
他のモズク類と同様、酢の物や味噌汁、天ぷらなどに利用される[13]。福岡県では特に珍重され、佃煮なども製品化されている[13]。中性複子嚢からの遊走子や同化糸を栄養繁殖させたものを種苗として糸島半島などで養殖されており、「博多もずく」としてブランド化が進められている[13][30]。「そーめんのり」ともよばれる[30]。最も多く養殖されているモズク類であるオキナワモズクは、フトモズクとよばれることがある（ホソモズクやイトモズクともよばれるモズクとの対比から）[18]。
- クロモ（Papenfussiella kuromo (Yendo) Inagaki, 1958）[22][31]
名に「モズク」とはつかないが、他のモズク類に近縁で同様の体のつくりをもつ。藻体（胞子体）は直径3–4ミリメートル、長さは50センチメートルに達し、不規則に分枝し、緑褐色から黒緑色、粘液質に富みぬるぬるするがやや硬め[13][32][33]。藻体の中軸には1列の中軸細胞糸があるが、老成すると多数の糸状細胞で占められ髄となる[32]。皮層は2種類の同化糸からなり、短い同化糸は密で長さ50–100マイクロメートル、円柱状6–10細胞からなり、長い同化糸は太く、長さ1–2ミリメートル[13][32]。長い同化糸は老成すると脱落し、また典型的な褐藻毛は存在しない[13][32]。胞子体は同化糸の基部に単子嚢を形成し、遊走子を放出する[13][33]。遊走子は微小な匍匐糸状体となり、低温条件（10–15℃）では直立する大きな藻体を形成する[13][33]。この間に核相変化は起こらないとする説と、単子嚢での遊走子形成時に減数分裂を行うため匍匐糸状体は単相であり、これが染色体の倍加を行って複相の胞子体になるとする説がある[13][33]。東アジアおよび大西洋（カナリア諸島、アゾレス諸島、サヴェージ諸島）から報告されており[31]、日本では日本海沿岸（北海道南部から島根県）と太平洋岸（南部を除く）に分布する[13][33]。水深1–2メートルの岩上や他の海藻上に生育する[13]。
他のモズク類と同様、酢の物や雑炊、味噌汁などに利用される[13]。独特の歯ごたえがあり、加熱してもそれが失われない[13]。山陰地方では「坊主ごろし」の名で流通している[13]。青森県などで養殖が試験されている[13]。
- キシュウモズク（Cladosiphon umezakii Ajisaka, 2007）[22][34]
オキナワモズク属に属する。藻体（胞子体）は直径2–3ミリメートル、長さは約30センチメートルになり、不規則に分枝し、褐色から黄褐色、粘液質に富みぬるぬるして柔らかい[13]。藻体の中軸には髄層があり、その周囲の皮下層は1–2細胞で発達せず、皮層は非常に長く（90細胞に達する）やや湾曲した同化糸からなり、褐藻毛も多数存在する[13]。日本海側の個体群は中性複子嚢を形成し、無性生殖を行う[13]。また単子嚢を形成し遊走子を放出するがクロモ（上記）と同様に遊走子は微小な匍匐糸状体となり、これが胞子体を形成する[13]。日本（和歌山県、徳島県、淡路島、福井県から長崎県）および韓国から報告されている[13]。水深1–2メートルの岩や転石上に生育する[13]。
他のモズク類と同様に利用される[13]。徳島県では、同化糸の栄養繁殖を利用した養殖が行われている[13]。
- Cladosiphon novae-caledoniae Kylin, 1940[35]
オキナワモズク属に属する。藻体（胞子体）は直径1–1.5ミリメートル、長さは約30センチメートルになり、褐色、不規則に分枝ししている[36]。藻体の中軸には髄層があり、その周囲の皮下層は1–2細胞で発達せず、皮層は長さ150–300マイクロメートルで10–30細胞からなりやや湾曲する同化糸で構成され、先端側の細胞はやや膨潤している[36]。単子嚢と中性複子嚢をつける[36]。ポリネシアやニューカレドニアに分布している[35]。
トンガで採取されたものがフコイダン製品の原料として利用されている[37][38]。

褐藻綱シオミドロ目ナガマツモ科の中には、他にも「モズク」の名がついた種がいくつかある（下記）。
- ニセモズク属（Acrothrix Kylin, 1907）
ニセモズク、キタニセモズク、フトニセモズク
- オキナワモズク属（Cladosiphon Kützing, 1843）
オキナワモズク、タジマモズク、キシュウモズク（上記）
- ニセフトモズク属（Eudesme J.Agardh, 1882）
ニセフトモズク
- クロモズク属（Mesogloia C.Agardh, 1817）
クロモズク、ニセクロモズク
- フサモズク属（Myriogloea Kuckuck ex Oltmanns, 1922）
フサモズク
- モズク属（Nemacystus Derbès & Solier, 1850）
モズク（上記）
- モツキチャソウメン属（Saundersella Kylin, 1940）（= カラフトモズク属 Heterosaundersella Tokida, 1942）
カラフトモズク
- イシモズク属（Sphaerotrichia Kylin, 1940）
イシモズク（上記）、クサモズク、ヤセモズク
- フトモズク属（Tinocladia Kylin, 1940）
フトモズク（上記）、サンリクモズク

また紅藻（モズクが含まれる褐藻とは縁遠い）の中でも、ひも状で柔らかい藻体をもつ種の中にはベニモズク（Helminthocladia australis）やアケボノモズク（Trichogloea requienii）など「モズク」と名がついたものがいる。